# Тоцзинь
Тоцзинь (кит. 托津, 1755—1835) — китайский чиновник маньчжурского рода Фуча, жёлтого знамени с каймой.

## Биография
Службу начал с битеши, дослужился до члена Военного Совета, министра (шаншу) Ведомства обрядов. В 1800 году управляющий Яркендского округа, а через 2 года — Кашгарского. Отозван, так как его действия по дислокации отряда сибо в Или, освобождению захваченных кыргызов и других вызвали нарекание.